# Estadio Dorados
Das Estadio Dorados ist ein Fußballstadion in Culiacán, der Hauptstadt des mexikanischen Bundesstaates Sinaloa. Es bietet 20.108 Plätze und war von 2004 bis 2020 nach dem Finanzdienstleister Banorte benannt.

## Geschichte
Die direkt am Ufer des Río Humaya liegende Sportstätte wurde in der Rekordzeit von nur drei Monaten errichtet, um als Heimspielstätte des neu gegründeten Fußballvereins Dorados de Sinaloa zu dienen, der in der Saison 2003/04 seinen Spielbetrieb in der zweitklassigen Primera División 'A' aufnahm. Nachdem dem Verein der unmittelbare Aufstieg gelungen war, war er in den Spielzeiten 2004/05 und 2005/06 in der ersten Liga vertreten und die Anlage somit für zwei Jahre Austragungsort von Erstligabegegnungen. Eine weitere Erstligaspielzeit kam 2015/16 hinzu, als die Dorados noch einmal in der höchsten Spielklasse vertreten waren.
Die Eröffnung erfolgte am 23. August 2003 mit dem ersten Heimspiel der Dorados in der zweiten Liga gegen den nordmexikanischen Rivalen Cobras Ciudad Juárez. Die Dorados gewannen das Spiel 4:2 und ihr Stürmer Héctor Giménez war in der dritten Minute der erste Torschütze im neuen Stadion. Gegen denselben Gegner gelang im hiesigen Stadion am Ende der Apertura 2003 im Finalrückspiel ein 5:3-Sieg nach Verlängerung, der den Gewinn der Zweitligameisterschaft bedeutete. Im Aufstiegsfinale am Ende der Saison 2003/04 gelang hier ein 2:1-Sieg gegen den Club León, der den Aufstieg in die erste Liga bedeutete. Das erste Heimspiel in der ersten Liga endete am 21. August 2004 mit einem 2:1-Erfolg gegen den nordmexikanischen Rivalen Santos Laguna. Beide Treffer für die Gastgeber erzielte der ehemalige Nationalspieler Jared Borgetti.